# Expander (Strömungsmaschine)
Ein Expander (auch Turboexpander, Gasentspannungs- oder -expansionsturbine genannt), gehört zur Familie der Turbinen (Strömungsmaschine), in der ein unter Druck stehendes Gas expandiert und dabei Arbeit leistet.
Ein Expander besteht im Gegensatz zu einer Gasturbine im weiteren Sinne nur aus der eigentlichen Turbine, verfügt also nicht über einen Verdichter oder eine Brennkammer als integralen Bestandteil der Maschine. Das zu expandierende Gas wird also nicht von der Maschine selbst erzeugt (z. B. durch einen Verbrennungsprozess), sondern fällt aus vorgeschalteten Prozessen an. 
Im Gegensatz zur Druckminderung durch eine einfache Drossel wird durch den Expander auch die Energie des Gases genutzt.
Die Turbine kann ein- oder mehrstufig, axialer oder radialer Bauart sein. Die abgeführte Arbeit kann zum Antrieb eines Generators, einer Pumpe oder eines Kompressors verwendet werden. Die Expansionsturbine wurde früher auch als Anfahreinrichtung für Verdichterstationen in Erdgasnetzen eingesetzt. Sie diente als zuverlässige, wartungsarme, schwarzstartfähige Maschine.
In den USA gibt es ein Umweltschutzprogramm zum Umrüsten auf Luft bzw. Stickstoff anstatt Erdgas (Methan).
Beispiel:
Der Turbolader eines Verbrennungsmotors besteht aus einem durch den Abgasstrom angetriebenen Expander, der durch eine Welle einen Kompressor (zur Leistungssteigerung für die Motorverbrennungsluft) antreibt.

## Bestandteile
Der Expander besteht prinzipiell aus
- einer ein- oder mehrstufigen Abtriebswelle axialer (beschaufelte Stufen) oder radialer (Laufräder) Bauart
- den Leitstufen (Leitschaufeln oder Diffusoren)
- dem Außengehäuse.

Der Abtrieb kann am eintritts- oder am austrittsseitigen Wellenende liegen.

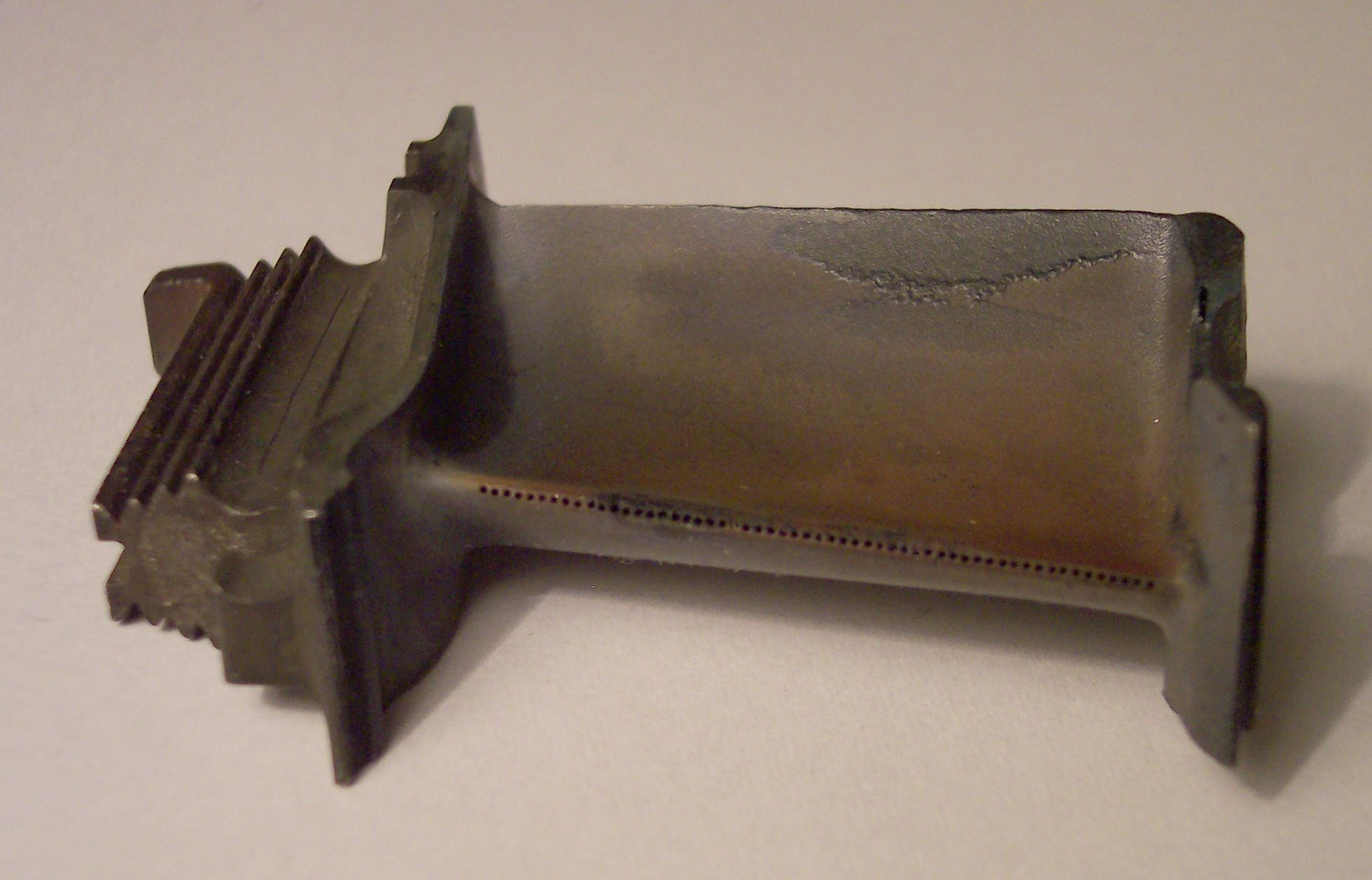
Durch Hochtemperaturkorrosion/-oxidation „gealterte“ Turbinenschaufel

Ähnlich wie bei Gasturbinen werden aufgrund der Heißgas-Parameter (Temperatur, Zusammensetzung) auch bei den Expanderbauteilen hohe Ansprüche an die verwendeten Werkstoffe bezüglich ihrer Festigkeit und Temperaturstabilität sowie Beständigkeit gegen Korrosion und Oxidation gestellt. Es kommen daher überwiegend nur hochlegierte ferritische und austenitische Stähle sowie Nickelbasislegierungen zum Einsatz.

## Einsatzgebiete
Für Verfahrensprozesse in
- Kohle- und Ölvergasungsanlagen
- Salpetersäure- und Terephthalsäureanlagen
- Fluid-Catalytic-Cracking- (FCC-) und Residual-Catalytic-Cracking- (RCC-)Anlagen
- Gichtgasanlagen
- Druckluftkraftwerken

werden entweder Gase mit hohen Temperaturen und hohem Druck erzeugt und nur zum Teil im Prozess „verbraucht“ oder die Gase entstehen beim Prozess selber.
Die in diesen Heißgasen enthaltene Enthalpie kann durch Expansion in mechanische Energie umgewandelt werden und steht wieder als nutzbare mechanische Energie wT zum Antrieb zur Verfügung.
Der Wirkungsgrad eines Expanders ist umso höher, je höher die Eintrittstemperatur des Gases und das Druckverhältnis der Turbine ist.
Wird eine Gasexpansionsturbine dazu genutzt, um mit dem Druck eines Gasnetzes (z. B. Erdgas) Strom zu erzeugen, so wird dieses auch mit dem Begriff Pressure to Power bezeichnet.

## Hersteller
General Electric, MAN Diesel & Turbo, Siemens Power Generation, Atlas Copco und DEPRAG in Europa sowie Mitsubishi in Japan.